# Flórida Ocidental
Flórida Ocidental foi uma região na costa norte do Golfo do México que passou por várias mudanças de fronteira e soberania durante sua história. Como o próprio nome sugere, foi formado a partir da parte ocidental da antiga Flórida espanhola, junto com terras tomadas da Luisiana francesa; Pensacola se tornou a capital na parte ocidental da Flórida. A colônia incluía cerca de dois terços do que hoje é o Panhandle da Flórida, bem como partes dos modernos estados americanos da Luisiana, Mississippi e Alabama.
A Grã-Bretanha estabeleceu a Flórida Ocidental e Oriental em 1763 a partir de terras adquiridas da França e da Espanha após a Guerra Francesa e Indiana. Como o território recém-adquirido era grande demais para governar a partir de um centro administrativo, os britânicos o dividiram em duas novas colônias separadas pelo rio Apalachicola. A Flórida Ocidental britânica incluía a parte da antiga Flórida espanhola que ficava a oeste de Apalachicola, bem como partes da antiga Luisiana francesa; seu governo estava baseado em Pensacola. Oeste da Flórida, portanto, compreendia todo o território entre o Mississippi e os rios Apalachicola, com uma fronteira norte que mudou várias vezes nos anos subsequentes.
Tanto o oeste quanto o leste da Flórida permaneceram leais à coroa britânica durante a Revolução Americana e serviram como refúgios para os conservadores que fugiam das Treze Colônias. A Espanha invadiu a Flórida Ocidental e capturou Pensacola em 1781, e depois da guerra a Grã-Bretanha cedeu ambas Floridas à Espanha. No entanto, a falta de limites definidos levou a uma série de disputas de fronteira entre o oeste da Flórida espanhol e os incipientes Estados Unidos, conhecidas como a controvérsia do oeste da Flórida.
Por causa de desentendimentos com o governo espanhol, colonos americanos e ingleses entre os rios Mississippi e Perdido declararam aquela área como a República independente do Oeste da Flórida em 1810. (Nenhuma parte da República de vida curta ficava dentro das fronteiras do moderno estado americano da Flórida; compreendia as paróquias da Flórida da atual Luisiana). Em poucos meses, foi anexado pelos Estados Unidos, que reivindicaram a região como parte da Compra da Luisiana de 1803. Em 1819, os Estados Unidos negociaram a compra do restante da Flórida Ocidental e de todos do Leste da Flórida no Tratado de Adams-Onís, e em 1822 ambos foram fundidos no Território da Flórida.

## Antecedentes
A área conhecida como Florida Ocidental foi originalmente reivindicada pela Espanha como parte de La Florida, que incluía a maior parte do que hoje é o sudeste dos Estados Unidos. A Espanha fez várias tentativas de conquistar e colonizar a área, incluindo o assentamento de curta duração de Tristán de Luna em 1559, mas não foi colonizada permanentemente até o século 17, com o estabelecimento de missões para os Apalachee. Em 1698, o assentamento de Pensacola foi estabelecido para impedir a expansão francesa na área.
Começando no final do século 17, os franceses estabeleceram assentamentos ao longo da costa do Golfo e na região como parte de sua colônia. Após anos de contenda entre a França e a Espanha, eles concordaram em usar o rio Perdido (a fronteira moderna entre a Flórida e o Alabama) como fronteira entre a Luisiana Francesa e a Flórida espanhola.
Antes de 1762, a França possuía e administrava as terras a oeste do Rio Perdido como parte de La Louisiane. Um tratado secreto de 1762 havia efetivamente, ao ser revelado em 1764, cedido à Espanha toda a Luisiana francesa a oeste do rio Mississippi, bem como a Ilha de Orleans. Notavelmente, a Espanha não conseguiu cumprir com a ocupação seu título de Luisiana até 1769, quando tomou posse formal. Por seis anos, portanto, Luisiana como a França a possuiu, e como a Espanha a recebeu, não incluía nenhum território da Flórida Ocidental entre os rios Mississippi e Perdido, já que o título desse território passou imediatamente da França para a Grã-Bretanha em 1763, após sua derrota na Guerra dos Sete Anos.
De acordo com o tratado que concluiu a Guerra da França e da Índia (Guerra dos Sete Anos) em 1763, a Grã-Bretanha obteve o título imediato de toda a Luisiana francesa a leste do rio Mississippi. Isso incluía a terra entre os rios Perdido e Mississippi. A Espanha também cedeu à Grã-Bretanha seu território de La Florida, em troca de Cuba, que os britânicos haviam capturado durante a guerra. Como resultado, nas duas décadas seguintes, os britânicos controlaram quase toda a costa do Golfo do México a leste do rio Mississippi. A maioria da população espanhola deixou a Flórida naquela época, e seus registros de governo colonial foram transferidos para Havana, Cuba.

## Período colonial

### Era britânica
Achando esse novo território muito grande para governar como uma unidade, os britânicos o dividiram em duas novas colônias, Florida Ocidental e Florida Oriental, separadas pelo rio Apalachicola, conforme estabelecido na Proclamação Real de 1763. O leste da Flórida consistia na maior parte da antiga Flórida espanhola e conservou a antiga capital espanhola de Santo Agostinho. O oeste da Flórida compreendia as terras entre os rios Mississippi e Apalachicola, com Pensacola designada como sua capital. O limite norte foi arbitrariamente definido no 31º paralelo norte.
Muitos americanos ingleses e irlandeses escoceses se mudaram para o território nesta época. Sete Assembleias Gerais foram convocadas entre 1766 e 1778.
Em 1767, os britânicos mudaram a fronteira norte para a latitude 32° 22′ norte, estendendo-se do Yazoo ao rio Chattahoochee, que incluía o distrito de Natchez e o distrito de Tombigbee. A área anexada incluía aproximadamente as metades inferiores dos atuais estados de Mississippi e Alabama. Muitos novos colonos chegaram na esteira da guarnição britânica, aumentando a população. Em 1774, o Primeiro Congresso Continental enviou cartas convidando Florida Ocidental a enviar delegados, mas esta proposta foi recusada porque os habitantes eram esmagadoramente legalistas.

### Era espanhola
A Espanha entrou na Guerra Revolucionária Americana ao lado da França, mas não das Treze Colônias. Bernardo de Gálvez, governador da Luisiana espanhola, liderou uma campanha militar ao longo da Costa do Golfo, capturando Baton Rouge e Natchez dos britânicos em 1779, Mobile em 1780 e Pensacola em 1781.
No Tratado de Paris de 1783, que encerrou a guerra, os britânicos concordaram com uma fronteira entre os Estados Unidos e o oeste da Flórida a 31° de latitude norte entre os rios Mississippi e Apalachicola. No entanto, o acordo anglo-espanhol separado, que cedeu as duas províncias da Flórida de volta à Espanha, não especificou uma fronteira ao norte para a Flórida, e o governo espanhol presumiu que a fronteira era a mesma do acordo de 1763 pelo qual eles haviam dado sua território da Flórida para a Grã-Bretanha. Isso gerou a primeira controvérsia no oeste da Flórida. A Espanha reivindicou a fronteira expandida de 1764, enquanto os Estados Unidos reivindicaram que a fronteira estava no paralelo 31°. Negociações em 1785-1786 entre John Jay e Dom Diego de Gardoqui não conseguiu chegar a uma conclusão satisfatória. A fronteira foi finalmente resolvida em 1795 pelo Tratado de San Lorenzo, no qual a Espanha reconheceu o paralelo 31° como fronteira.
A Espanha continuou a manter o leste e o oeste da Flórida como colônias separadas. Quando a Espanha adquiriu o oeste da Flórida em 1783, a fronteira oriental da Grã-Bretanha era o rio Apalachicola, mas a Espanha em 1785 moveu-o para o leste até o rio Suwannee. O objetivo era transferir o posto militar em San Marcos (hoje São Marcos) e o distrito de Apalachee do leste da Flórida para o oeste da Flórida.
No Tratado secreto de San Ildefonso de 1800, a Espanha concordou em devolver a Luisiana à França; entretanto, os limites não foram especificados explicitamente. Depois que a França vendeu a Luisiana aos Estados Unidos em 1803, outra disputa de fronteira eclodiu. Os Estados Unidos reivindicaram o território do rio Perdido ao rio Mississippi, que os americanos acreditavam que fazia parte da velha província da Luisiana quando os franceses concordaram em cedê- la à Espanha em 1762. Os espanhóis insistiram que tinham administrou essa parte como a província de West Florida e que não fazia parte do território restaurado à França por Carlos IV em 1802, já que a França nunca deu a Flórida Ocidental à Espanha, entre uma lista de outros motivos.

## República da Flórida Ocidental
Os Estados Unidos e a Espanha mantiveram negociações longas e inconclusivas sobre o status do Oeste da Flórida. Nesse ínterim, os colonos americanos estabeleceram uma posição segura na área e resistiram ao controle espanhol. Os colonos britânicos, que permaneceram, também se ressentiram do domínio espanhol, levando a uma rebelião em 1810 e ao estabelecimento por 74 dias da República da Flórida Ocidental.

## Anexação estadunidense do território
Em 27 de outubro de 1810, o presidente dos Estados Unidos James Madison proclamou que os Estados Unidos deveriam tomar posse da Flórida Ocidental, entre os rios Mississippi e Perdido, com base em uma tênue afirmação de que fazia parte da Compra da Luisiana. O governo do oeste da Flórida se opôs à anexação, preferindo negociar os termos de adesão à União.
Em 12 de fevereiro de 1812, o Congresso autorizou secretamente o presidente James Madison a tomar posse da porção do oeste da Flórida localizada a oeste do rio Perdido que ainda não estava em posse dos Estados Unidos, com autorização para usar força militar e naval conforme necessário. A porção do território a oeste do Rio das Pérolas foi incorporada ao Território de Orleans (ele próprio a apenas algumas semanas de ser admitido nos Estados Unidos como o estado da Luisiana) em 14 de abril de 1812.

## História posterior e legado
Os espanhóis continuaram a disputar a anexação das partes ocidentais de sua colônia no oeste da Flórida, mas seu poder na região era fraco demais para fazer qualquer coisa a respeito. Eles continuaram administrando o restante da colônia (entre os rios Perdido e Suwannee) da capital em Pensacola.
Em 22 de fevereiro de 1819, a Espanha e os Estados Unidos assinaram o Tratado de Adams-On. Nesse tratado, a Espanha cedeu o oeste e o leste da Flórida aos Estados Unidos em troca de compensação e da renúncia às reivindicações estadunidense ao Texas. Após a ratificação pela Espanha em 24 de outubro de 1820 e pelos Estados Unidos em 19 de fevereiro de 1821, o tratado entrou em vigor, estabelecendo assim os limites atuais.
O presidente James Monroe foi autorizado em 3 de março de 1821 a tomar posse do leste da Flórida e do oeste da Flórida para os Estados Unidos e estabelecer a governança inicial.  Como resultado, os militares dos EUA assumiram e governaram ambas Floridas com Andrew Jackson servindo como governador. Os Estados Unidos logo organizaram o Território da Flórida em 30 de março de 1822, combinando o Leste da Flórida e a alcatra do Oeste da Flórida a leste do Rio Perdido e estabelecendo um governo territorial; foi admitido como novo estado da federação estadunidense em 3 de março de 1845.